# Stefan Seidler
Stefan Seidler (18. prosince 1979) je dánsko-německý politik, který je členem strany Jihošlesvický voličský svaz. Tato strana zastupuje zájmy dánských Frísů.

## Život
Stefan Seidler se narodil v roce 1979 ve Flensburgu v tehdejším Západním Německu. Jeho otec byl dánský učitel. Stefan studoval na Aarhuské univerzitě, kde absolvoval magisterský program politologie. Je členem Dánské asociace právníků a ekonomů. Do strany vstoupil v roce 1996. V roce 2021 byl zvolen do Bundestagu, přestože získal pouze 0,12 %. Strany menšin jsou totiž osvobozeny od 5% hranice potřebné pro vstup do parlamentu. Politicky je aktivní jak v Německu, tak v Dánsku. Má dvě dcery.